# Frederick Trouton
Frederick Thomas Trouton (24. listopadu 1863 Dublin – 21. září 1922 Downe) byl irský fyzik známý díky Troutonovu pravidlu a experimentům pro detekci pohybu Země přes světlonosný éter.

## Život a dílo
Trouton se narodil v Dublinu 24. listopadu 1863, jako nejmladší syn bohatého a prominentního Thomase Troutona. Absolvoval Royal School Dungannon a poté v roce 1884 odešel na Trinity College v Dublinu, kde studoval inženýrství a fyzikální vědy. Ještě v průběhu svého studia pozoroval vztah mezi bodem varu a energií vypařování, který publikoval ve dvou krátkých článcích. Přišel na to, že změna entropie na mol pro odpařování při bodu varu je konstantní, neboli vyjádřeno matematicky ΔSm,vap = 10.5 R (kde R je molární plynová konstanta). Tento vztah se stal známým jako Troutonovo pravidlo a i přes určité výjimky, se používá k odhadu entalpie odpařování kapalin, jejichž body varu jsou známé. Trouton sám tento objev snižoval, jelikož byl pouze výsledkem odpoledního zpracování dat z knihy tabulek. Před absolvováním získal vedoucí roli v geodetických pracích na železnici.
Trouton získal v roce 1884 doktorský titul, a krátce na to byl jmenován asistentem profesora experimentální fyziky George FitzGeralda. Spolupracovali na mnoha experimentech a stali se dobrými přáteli, FitzGeraldův vliv může být pozorován na některých Troutonových starších dílech.
V roce 1897 byl zvolen členem Královské společnosti.
V roce 1902 byl jmenován profesorem fyziky na University College v Londýně, což vedlo ke kariéře v experimentální fyzice, včetně práce na Troutonově-Rankinově experimentu. Obdržel řád britského impéria v roce 1918.
Trouton se oženil s Anne Marií Fowlerovou v roce 1887 a měli spolu čtyři syny a tři dcery. Jejich dva nejstarší synové Erik a Desmond byli zabiti v První světové válce. V roce 1912 těžce onemocněl a po operaci o dva roky později ochrnul na dolní končetiny, což způsobilo jeho odchodu do důchodu. I přes to ale udržel svůj vtip a šarm, pro který byl známý. Po odchodu do penze žil Trouton v Tilfordu v Surrey a následně v Downe v Kentu, kde 21. září 1922 zemřel.